# Jedwab (film)
Jedwab (ang. Silk) – kanadyjski melodramat z 2007 roku w reżyserii François Girarda. Film był międzynarodową koprodukcją zrealizowaną na podstawie powieści Alessandro Baricco pod tym samym tytułem.

## Fabuła
Akcja zaczyna się w II połowie XIX wieku, w Lavilledieu, prowincjonalnym miasteczku na terenie Francji. Hervé i Hélene Joncourowie są od niedawna małżeństwem. Hervé pracuje w firmie pana Baldabiou, który rozwija w miasteczku produkcję tkanin z jedwabiu. Interes kręci się dobrze wpływając na bogactwo i rozwój całego miasteczka. Kiedy jednak zaraza dziesiątkuje jedwabniki, Baldabiou wysyła Hervé do Japonii po zakup nowych jajeczek tych owadów. W trakcie podróży, Hervé poznaje gejszę, która jest konkubiną jednego z lokalnych baronów. Mimo iż nie zamienia z dziewczyną ani słowa, nie potrafi o niej zapomnieć. Po powrocie do ojczyzny coraz bardziej za nią tęskni. Zaczyna więc regularnie odwiedzać Japonię, rzekomo w celu zakupu nowych jajeczek, a tak naprawdę by ją zobaczyć. Każda wyprawa pomnaża jego majątek, jednak czyni go coraz bardziej nieszczęśliwym. Mężczyzna cierpi bowiem z powodu rozdarcia między namiętnością do Japonki a miłością i przywiązaniem do żony.

## Obsada
- Michael Pitt - Hervé Joncour
- Keira Knightley - Hélène Joncour
- Alfred Molina - Baldabiou
- Miki Nakatani - Madame Blanche
- Kōji Yakusho - Hara Jubei
- Sei Ashina - gejsza
- Callum Keith Rennie - Schuyler
- Mark Rendall - Ludovic Berbek
- Naoko Watanabe - japońska dziewczyna

## Produkcja
Zdjęcia do filmu kręcono we Włoszech i w Japonii. Do lokalizacji wykorzystanych przez filmowców należały:
- Lacjum: Sermoneta, Ronciglione, Rzym;
- Liguria: Pigna;
- prefektura Nagano: Matsumoto;
- prefektura Yamagata: Sakata[1].